# Calathea undulata
Calathea undulata är en strimbladsväxtart som först beskrevs av Jean Jules Linden och Éduard-François André, och fick sitt nu gällande namn av Jean Jules Linden och Éduard-François André. Calathea undulata ingår i släktet Calathea och familjen strimbladsväxter. Inga underarter finns listade.

## Bildgalleri

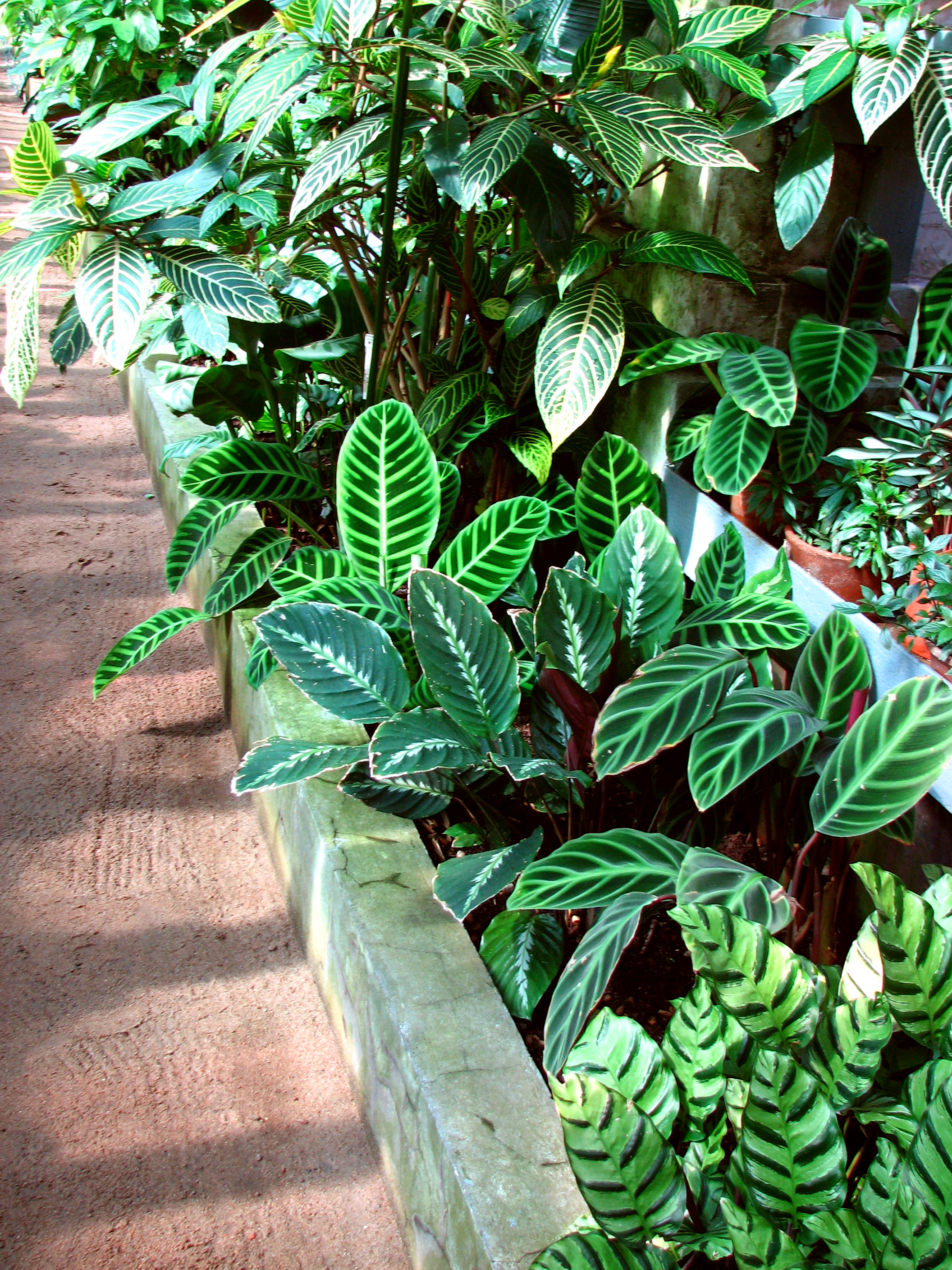